# 旧邮政局大厦
旧邮政局大厦（Old Post Office Pavilion）, 1983年更名为南希·汉克斯中心（Nancy Hanks Center），是一座历史建筑，位于华盛顿哥伦比亚特区宾夕法尼亚大道1100号，是宾夕法尼亚大道国家历史区的一部分。它建成于1899年，是理查森罗马式建筑（Richardsonian Romanesque），是19世纪美国罗马式复兴建筑的一部分。它的钟楼是华盛顿特区不包括无线电塔的第三高的建筑，次于华盛顿纪念碑和圣母无玷始胎国家朝圣地圣殿。1914年以前为该市邮政总局，此后主要用作联邦办公楼，在1920年代兴建联邦三角建筑群时和1970年代完成联邦三角时两度几乎拆除，1976-1983年间大修，增添了美食广场和零售空间。

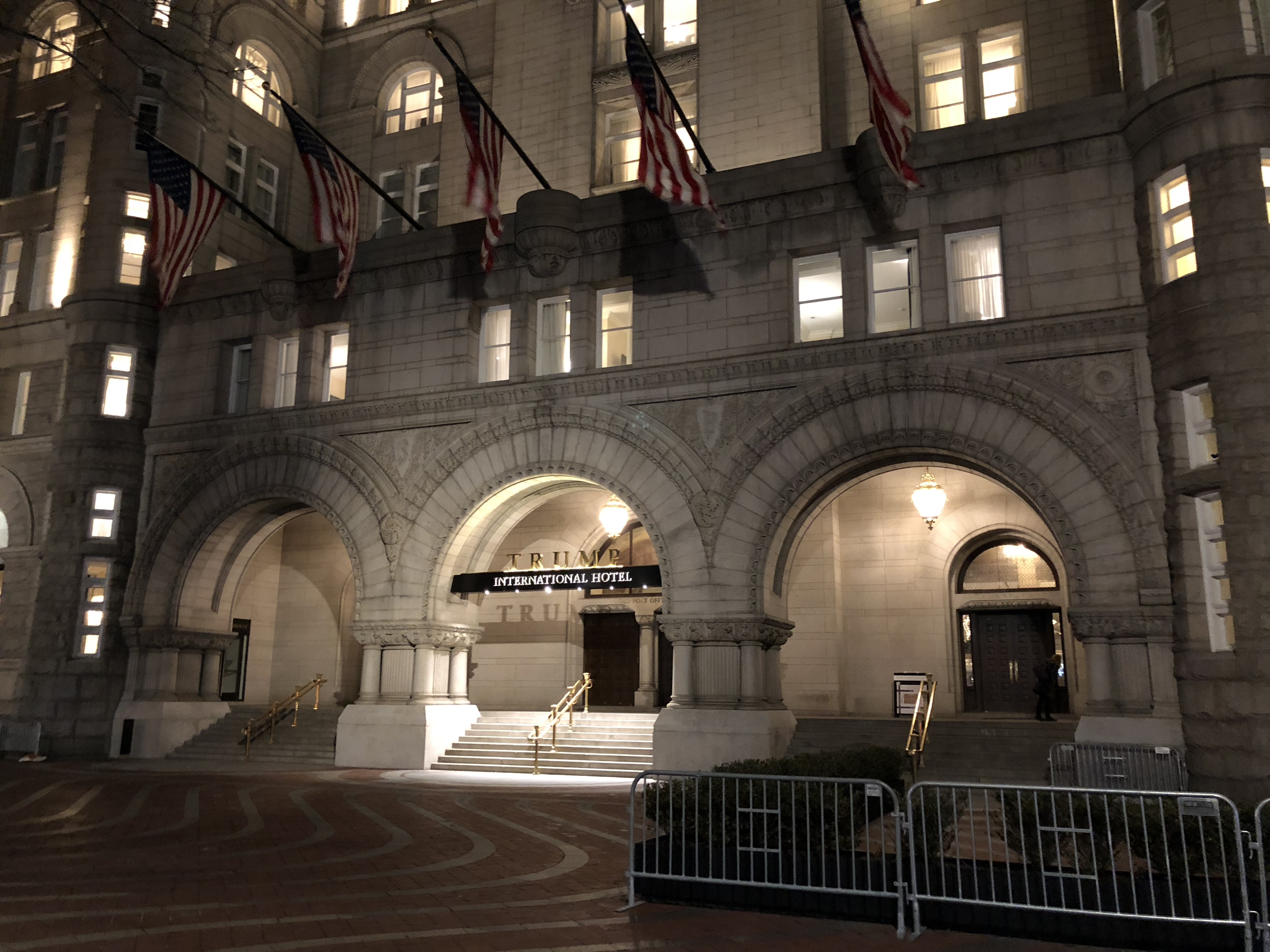
2014年改建後的特朗普国际酒店。

2013年，美国总务管理局将该房产租赁川普集团租赁此物业60年。美食广场和商店在2014年1月关闭，其余办公室和钟楼在2014年5月1日关闭，开始改造。唐纳德·特朗普将该物业开发成豪华酒店，即华盛顿特区特朗普国际酒店，该酒店于2016年9月开业，并于2022年5月11日在出售给CGI 商业集团后关闭。2022年6月1日以华盛顿特区华尔道夫酒店重新开业。
大楼高315英尺（96米），设有"国会钟"，其观景平台可欣赏到城市及其周边地区的全景。